# Lynx rufus
La lince rossa (Lynx rufus Schreber, 1777) in inglese bobcat, è un mammifero appartenente alla famiglia dei felidi, diffuso in tutto il Nordamerica, dal Canada al Messico. Molto somigliante alla lince canadese, ne differisce nell'aspetto per il mantello più colorato, chiazzato di bruno e di grigio, per la coda più lunga, le sue zampe sono più corte e i ciuffi all'apice delle orecchie meno lunghi. Il cranio, più arrotondato di quello della lince comune del Canada, ha minore capacità rispetto alla lince canadese. La coda della lince rossa termina con un manicotto di peli bianchi, più o meno appariscente, mentre nella lince canadese questo manicotto è nero.
Lo zoologo S. Young pubblicò nel 1958 una monografia sulla lince rossa, dalla quale si apprende il peso delle più grandi linci rosse catturate. Probabilmente è la specie di lince che presenta dimensioni minori sebbene diversi maschi, più grandi delle femmine, possano raggiungere dimensioni e pesi ragguardevoli in grado di rivaleggiare con gli esemplari della sua parente più settentrionale, la lince canadese, e con la sua parente del vecchio mondo, la lince europea. Esso varia da 18 a 34 kg; quest'ultimo peso è quello di un maschio abbattuto nel Colorado nel 1951. La maggior parte però delle linci rosse uccise pesavano da 14,5 kg a 22 kg.
S. Young ha pubblicato la foto di un esemplare albino, completamente bianco e con gli occhi rossi, catturato al laccio e vivente presso il padrone di una fattoria, situata nei pressi di Edna, in California. Vi sono pure linci rosse melaniche cioè completamente nere, ma sono rare.

## Sottospecie
Attualmente vengono riconosciute dodici sottospecie di lince rossa:
- L. rufus rufus (Schreber) – Stati Uniti orientali e centrooccidentali
- L. rufus gigas (Bangs) – dal New York settentrionale fino alla Nuova Scozia e al Nuovo Brunswick
- L. rufus floridanus (Rafinesque) – Stati Uniti sudorientali ed interno della valle del Mississippi, fino al Missouri Sudoccidentale e all'Illinois meridionale
- L. rufus superiorensis (Peterson & Downing) – area dei Grandi Laghi occidentale, compreso Michigan settentrionale, Wisconsin, Ontario meridionale e la maggior parte del Minnesota
- L. rufus baileyi (Merriam) – Stati Uniti sudoccidentali e Messico nordoccidentale
- L. rufus californicus (Mearns) – California ad ovest della Sierra Nevada
- L. rufus escuinipae (J. A. Allen) – Messico centrale, con una estensione verso nord lungo la costa occidentale del Sonora meridionale
- L. rufus fasciatus (Rafinesque) – Oregon, Washington ad ovest della Catena delle Cascate, California nordorientale e Columbia Britannica sudoccidentale
- L. rufus oaxacensis (Goodwin) – Oaxaco, in Messico
- L. rufus pallescens (Merriam) – Stati Uniti nordoccidentali e Columbia Britannica meridionale, Alberta e Saskatchewan
- L. rufus peninsularis (Thomas) – Baja California
- L. rufus texensis (Mearns) – Louisiana occidentale, Texas orientale, Oklahoma centromeridionale, e a sud nel Tamaulipas, Nuevo León e Coahuila, in Messico

## Distribuzione geografica
La lince rossa vive nella maggior parte degli Stati Uniti, nonché nel Messico settentrionale e centrale, dove abbonda sull'altopiano centrale e sui monti. Il suo limite meridionale coincide con quello delle foreste tropicali. Vive pure nella cordigliera vulcanica del Messico centrale, ma non discende nel bacino del Rio Balsas. A nord la lince rossa arriva fino al Lago Superiore. La troviamo, infine, nelle province canadesi del Quebec, del Nuovo Brunswick e della Nuova Scozia.

## Cacciatrice molto discreta

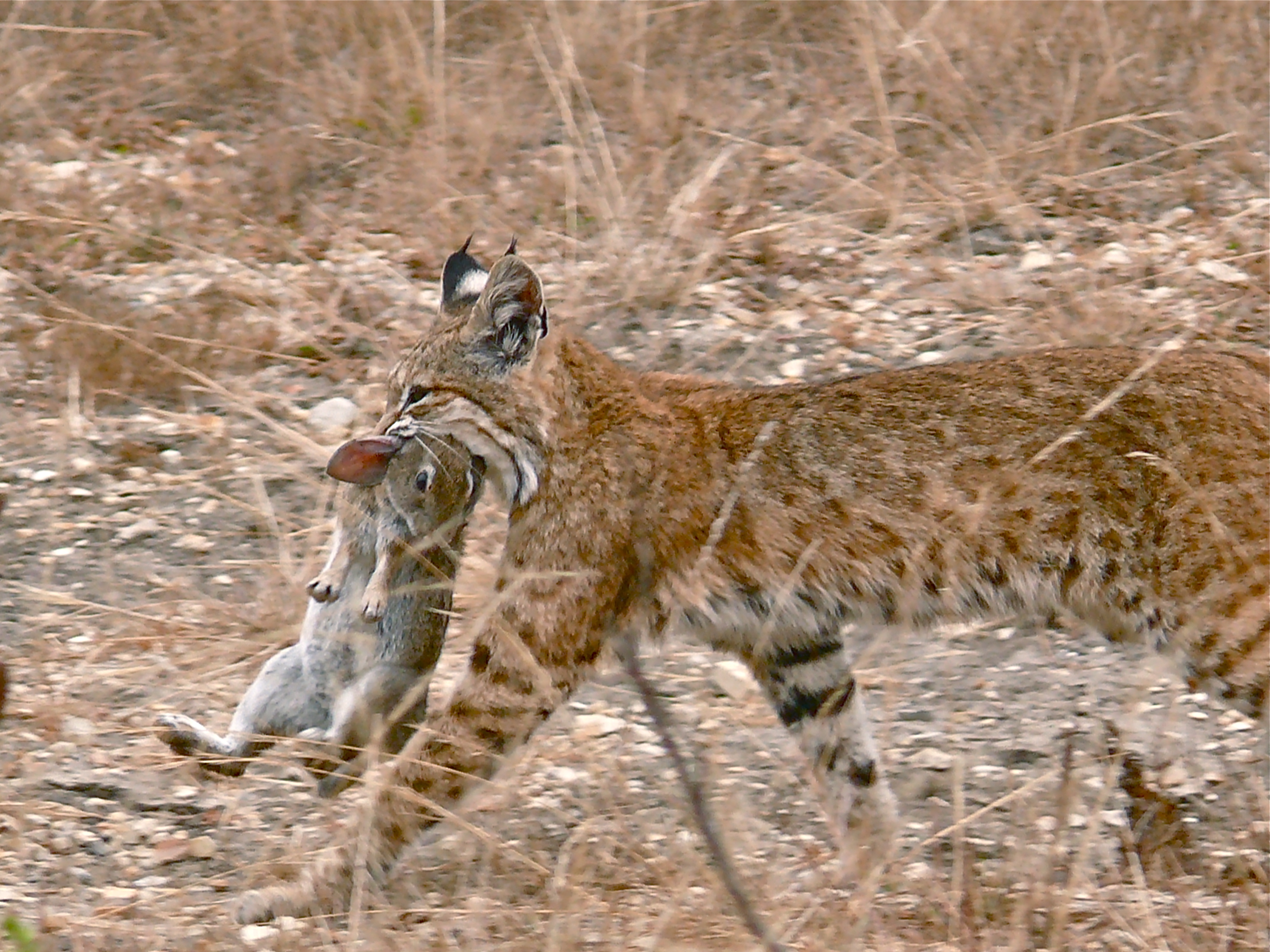
Lynx rufus con un coniglio

Grazie al suo modo di vivere, particolarmente discreto, la lince rossa è riuscita a sopravvivere in posti dove tutti gli altri grandi carnivori sono scomparsi. Principalmente notturna, essa non è legata ad alcun particolare biotopo; s'incontra infatti nei più disparati ambienti naturali. Quando non viene disturbata dall'uomo, è attiva anche durante il giorno. D'altronde, molto spesso vive nelle vicinanze delle installazioni umane, pur senza destare l'attenzione del suo mortale nemico. Il modo di vivere della lince rossa era praticamente ignorato prima dell'importante studio condotto dallo zoologo statunitense T. N. Bailey, tra il 1969 e il 1972, nella parte sud-orientale dell'Idaho. Nel corso di questa ricerca furono catturate, e quindi di nuovo lasciate libere, 66 linci rosse; 17 di queste bestie erano state fornite da Bailey di un apparecchio radio trasmittente. Questo apparecchio permise infatti allo studioso di seguire le peregrinazioni delle sue linci attraverso macchie e boschi. La lince rossa vive più volentieri nei terreni rocciosi accidentati, dove le prede sono abbondanti e più facile riesce la caccia alla posta. In Florida e in Louisiana essa si trova nelle foreste di magnolie e nelle giungle paludose. Non teme le elevate altitudini e M. Carry ha notato le sue tracce a 3300 m sul monte Mc Lellan, nel Colorado.
Il territorio dei maschi comprende parecchi territori di femmine, ma gli incontri tra loro sono molto rari, a causa delle marche odorose, urina e deiezioni, che le linci depositano in differenti, importanti punti del loro territorio. Una lince, fiutando una marca fresca, avverte il recente passaggio di un altro simile e, per evitare d'incontrarlo, prende un'altra direzione. L'urina proiettata contro le rocce e i colpi di artigli sui tronchi degli alberi costituiscono degli efficaci segnali «stradali».
La lince rossa si sposta molto. La madre però non si allontana più di un paio di chilometri dalla tana, quando alleva la prole. Il territorio dei maschi può coprire 110 km², mentre quello delle femmine non supera i 10 km². Questo felide si nutre soprattutto di piccoli mammiferi. Nell'Idaho le lepri costituiscono il 90% della sua alimentazione. Questa lince cattura anche gli uccelli e talvolta il cervo mulo soccombe ai suoi attacchi. Tuttavia la lotta tra il predatore e la sua grossa preda spesso si rivela pericolosa anche per l'aggressore, come testimoniano i crani di linci che presentano gravi fratture. È superfluo dire che per un animale come la lince rossa, la cui distribuzione geografica è tanto vasta, il regime alimentare e le prede cambiano da una regione all'altra e secondo le stagioni. S. Young, nel suo studio condotto sull'insieme degli Stati Uniti (3538 stomaci esaminati), ha rilevato la presenza delle seguenti prede, espresse in percentuale in base al numero di stomaci nei quali esse sono state trovate: roditori 45%, lepri 45%, cervidi 4%, piccoli animali 2%, selvaggina da penna 1%, serpenti e lucertole 1%. Nella pianura del Mississippi e del Missouri alcune linci rosse si nutrono regolarmente di gatti domestici. Nel menù della lince rossa figurano anche il procione, l'opossum, la lontra, le donnole, il tacchino selvatico, l'airone, il cane delle praterie, alcuni crostacei, l'antilocapra, il muflone di Dall e le quaglie. Sono state più volte osservate linci rosse del peso di 14 o 16 kg uccidere cervi pesanti dieci volte tanto, seppur quasi esclusivamente nei mesi invernali quando il freddo invernale e la minor disponibilità di cibo rende la preda più debole. È indubbio che si tratti comunque di un animale in grado di compiere imprese, anche con una certa frequenza, più che degne di un grande predatore.
La lince rossa individua le sue prede per mezzo della vista e dell'udito finissimo. Si avvicina con discrezione e attacca sempre di sorpresa. Essa è ritenuta maestra in questa difficile arte, che le permette di catturare le lepri, molto più veloci, le quali riescono a scappar via, quando la lince sbaglia il salto.
Come gli altri predatori, la lince vede aumentare il suo numero in periodo di abbondanza e, al contrario, diminuire quando le prede diventano rare, in seguito a malattie o ad avverse condizioni atmosferiche.
La lince rossa non teme affatto l'acqua, anzi ci va molto di buon grado per pescare. È ottima e veloce nuotatrice. Nell'Oregon il naturalista J. Yoakum ha osservato parecchie volte linci rosse che saltavano in acqua per prendere i pesci. Durante l'estate, quando forte è la calura, le linci a volte si bagnano nell'acqua poco profonda dei fiumi e dei laghi. La lince rossa miagola e fa le fusa; la sua voce somiglia a quella del nostro gatto domestico, ma è più sonora.
Questo felide è un animale solitario. Il maschio si scorge in compagnia della femmina solo durante la stagione della riproduzione.

## Riproduzione
La femmina della lince rossa partorisce da febbraio a giugno, in una caverna o sotto blocchi di rocce. A volte si verificano figliate tardive, in agosto. La gestazione dura da 62 a 70 giorni circa. Il numero dei piccoli è di 2-3 per ciascuna figliata; essi pesano alla nascita da 280 a 300 grammi, e aprono gli occhi tra il 6º ed il 9º giorno.
Bailey ha constatato che le femmine restano fedeli alla loro tana, quando non sono molestate, e che vi tornano ogni anno per partorirvi. All'età di 3 mesi i figli lasciano la tana, in compagnia della madre.
Su 150 linci rosse catturate con le trappole nel Nuovo Messico, si sono contati 78 maschi e 72 femmine. Il «Fish and Wildlife Service» dell'Arizona ha registrato la proporzione del 55,7% di maschi e del 44,3% di femmine, su 8703 linci rosse uccise dal luglio 1919 al 30 giugno 1944.

## Nemici e longevità

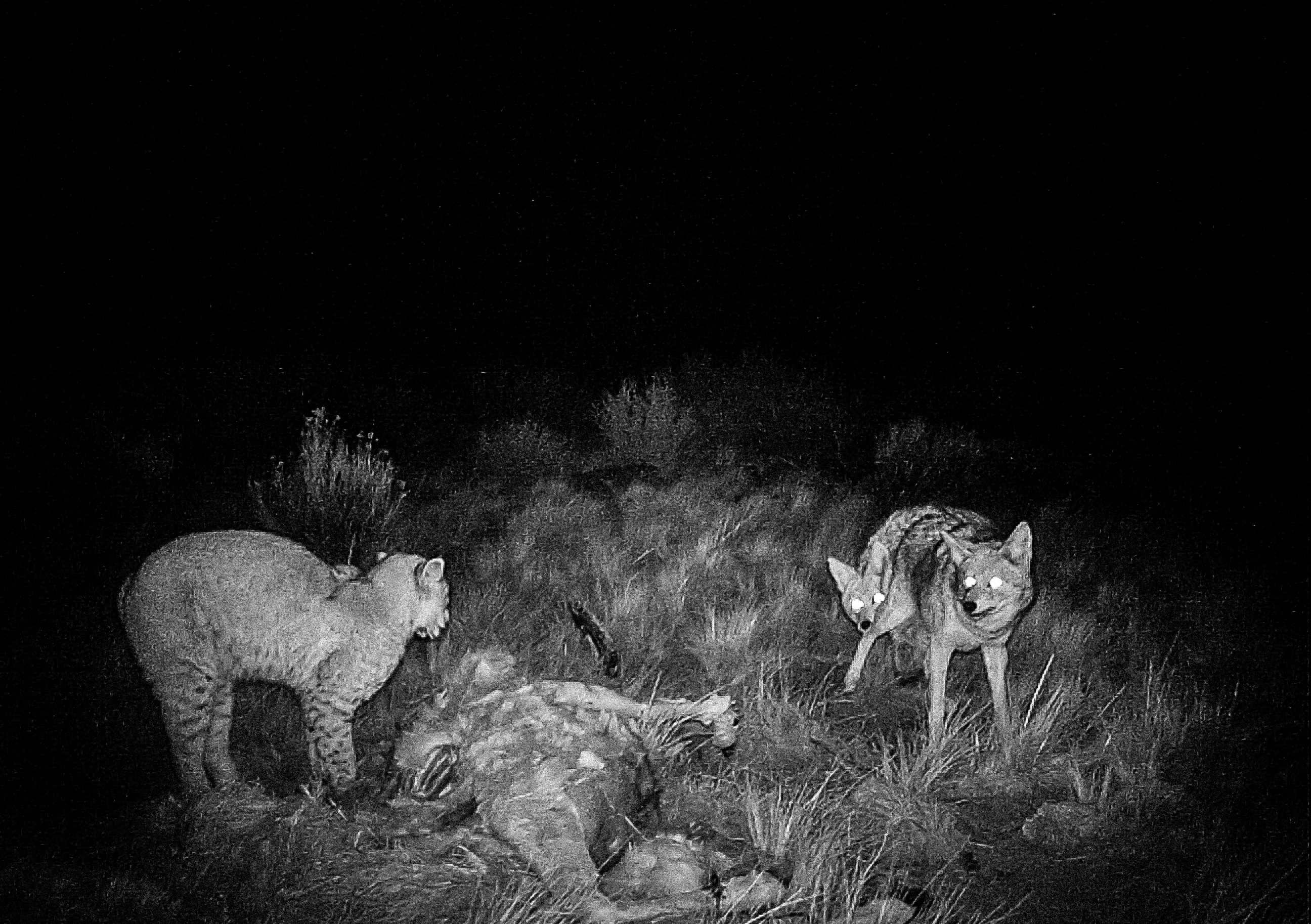
Lince rossa in uno scontro con una coppia di coyote.

Se si eccettua l'uomo, la lince rossa ha pochi nemici naturali. Tuttavia, a volte, è attaccata dal puma, come testimoniano parecchie osservazioni fatte da naturalisti degni di fede, nel 1941, nel 1949 e nel luglio 1950, nell'Utah. Alle volte questi due predatori possono entrare in competizione e si possono anche verificare degli scontri nei quali persino un grande predatore come il puma può uscire con ferite gravi che potrebbero compromettere permanentemente le sue capacità. Le linci rosse possono essere attaccate anche dai coyote e dai lupi. Come per il puma, anche l'esito di uno scontro con un lupo solitario è molto variabile, dato che anche il lupo tende ad evitare gravi lesioni; con un intero branco invece, a meno che non faccia in tempo a rifugiarsi su un albero, la lince è spacciata.
Il coyote è il concorrente principale della lince rossa: caccia le stesse prede e, come la lince, è estremamente adattabile e abita praticamente tutto il territorio americano. L'esito delle lotte dipende da molti fattori, tra i quali la grandezza e aggressività del felino e il numero di canidi presenti sul posto. 
La lince rossa domina la sua cugina, la lince canadese, grazie alla sua maggiore aggressività. Al contrario le linci occupano l'ultimo gradino nella scala gerarchica dei predatori nelle Everglades, essendo spesso uccise da alligatori del Mississippi, coccodrilli americani, puma, orsi neri americani, coyote e pitoni moluro (questi ultimi introdotti).
S. Young segnala 11 linci rosse che, in cattività, raggiunsero un'età superiore ai 10 anni. Di esse 4 vissero 15 anni. Nel 1955 Carter pubblicò una nota relativa ad un esemplare maschio, del peso di 15 kg, morto all'età di 25 anni in un giardino zoologico privato americano.